# Tibouchina durangensis
Tibouchina durangensis là một loài thực vật có hoa trong họ Mua. Loài này được Standl. miêu tả khoa học đầu tiên năm 1924.